# Papirs d'Abusir al-Melek
Els Papirs d'Abusir al-Melek, descoberts a la zona d'Abusir al-Melek, són la col·lecció de papirs més nombrosa de l'Imperi antic d'Egipte. Els primers papirs foren descoberts el 1893, a Abu Ghurab, prop d'Abusir al-Melek, al nord d'Egipte. Els més antics remunten al segle xxiv aC, durant la dinastia V. Tot i que sovint molt fragmentaris, són els papirs manuscrits més antics que han sobreviscut.

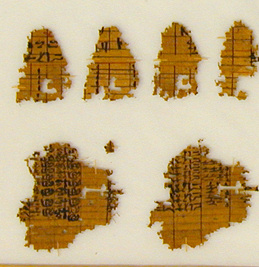
Fragments de papirs d'Abusir al-Melek

Plànol de la necròpoli d'Abusir al-Melek

## Contingut dels papirs
Els papirs d'Abusir al-Melek es consideren les troballes més importants de documents administratius de l'Imperi antic. Contenen informació detallada sobre el funcionament d'un temple funerari reial i inclouen llistes de torns per a sacerdots, inventaris de l'equip del temple i llistes d'ofrenes diàries als dos temples solars d'Abu Ghurab, al nord d'Abusir al-Melek, i també cartes i permisos.
Els fragments conserven restes de dos tipus d'escriptures distintes. La introducció està escrita amb jeroglífics i comença amb una data (que en aquest moment s'expressava en el nombre de recomptes nacionals de bestiar) referent al regnat de Djedkare, pròpia dels manuscrits del final de la dinastia V.
Els fragments de papirs estan escrits en columnes separades en tres registres horitzontals.
*El primer registre enumera les dates i els noms dels funcionaris
*El segon registre enumera els noms dels destinataris
*El tercer registre enumera el tipus de talls de carn subministrats; aquesta secció està en gran part destruïda.
El text de la dreta està en escriptura hieràtica i resumeix les assignacions de gra.

## Història del descobriment

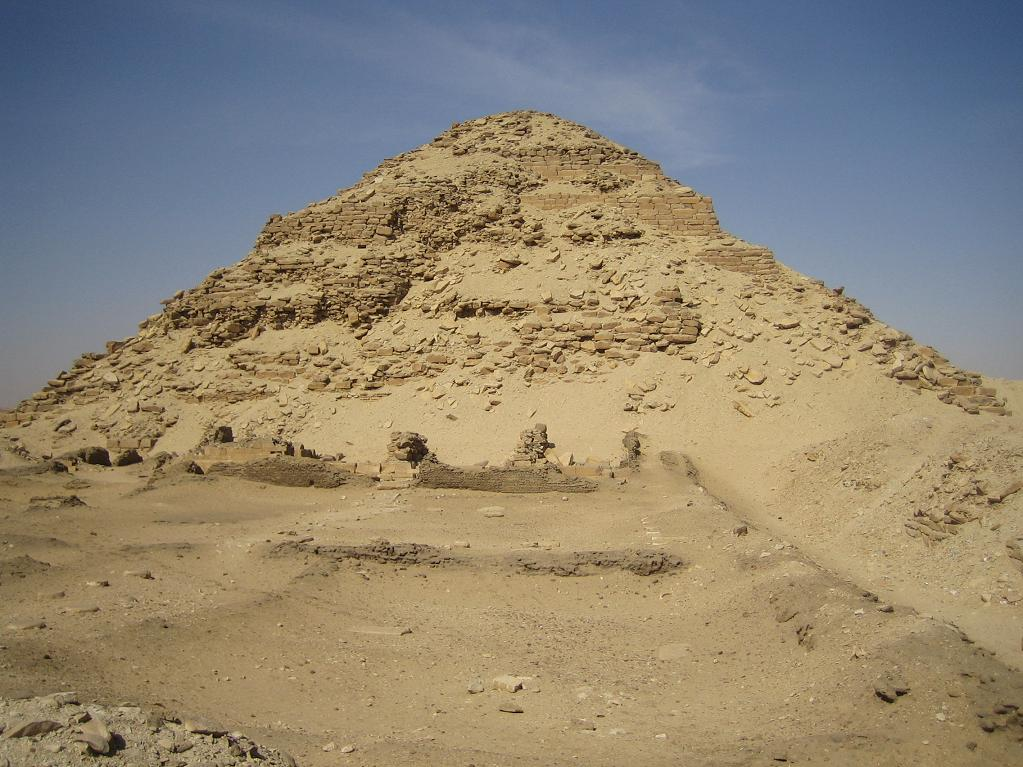
La piràmide de Neferirkara a Abusir al Melek

Els papirs es trobaren en els temples funeraris de Nefererkare, Neferefre i de la reina Khentaus II.
Els primers fragments dels papirs d'Abusir al Melek aparegueren al 1893 durant unes excavacions il·legals. Contenien manuscrits referits a Nefererkare que posteriorment foren venuts a diversos egiptòlegs i museus.
L'egiptòleg alemany Ludwig Borchardt identificà més tard el lloc de la troballa prop del temple de la piràmide del faraó Nefererkare, de la dinastia V.
Els papirs del complex de Nefererkare es trobaren als magatzems de la part sud-oest del complex.
Amb la informació del primer papir d'Abusir al Melek, a mitjan 1970, uns arqueòlegs txecs, dirigits per Miroslav Verner, trobaren el monument funerari de Neferefre, amb uns 2.000 papirs més. Hi ha evidència que originàriament els papirs se subjectaven amb tires de cuir i es guardaven en caixes de fusta.
Altres excavacions efectuades per l'expedició txeca al mateix jaciment descobriren papirs al monument funerari de Khentkaus I, mare de Khentaus II.
A més de les excavacions a la zona de la piràmide d'Abusir al-Melek, fetes per l'Institut Txec d'Egiptologia de la Universitat Charles des de la dècada de 1970, l'Institut d'Egiptologia de la Universitat de Waseda realitzà excavacions al mateix lloc al setembre de 1990.

## Ubicació actual dels papirs
Els fragments dels Papirs d'Abusir al-Melek es troben en diversos museus. Es denominen EA 10735 (British Museum), UC 32769 i UC 32366 (University College, Londres), I25279 (Louvre, París), 58063 (Museu Egipci, el Caire).